# Luis Besses
Luis Besses y Terrete fue un lexicógrafo, periodista y novelista español de entre los siglos XIX y XX.

## Biografía
Poco se conoce sobre él; librepensador, escribió artículos en Madrid Cómico (1890) y otros periódicos y enseñó francés. Fue presidente de la comisión de instrucción del Casino Democrático Popular de Madrid presidido por Patricio Lozano y honorariamente por Francisco Pi y Margall. Publicó dos novelas extensas, la primera anticlerical (La mitra, 1886) y la segunda sobre el mundo de la delincuencia profesional (¡Timadores!, 1893), así como la novela corta Incoherencia (1890). Se le deben, además, un método de francés y dos diccionarios de esta lengua, uno fraseológico y otro de argot. Al español aportó un importante Diccionario de argot español, dedicado irónicamente al conde de Romanones. En este trabajo no cita las fuentes utilizadas, pero una de ellas es el "Vocabulario de caló jergal" de Rafael Salillas; añade al caló gitano y la jerga de los delincuentes, además, voces de la tauromaquia, la prostitución y los argots eclesiásticos, escolares y militares, así como cierto léxico popular. La obra de Besses fue tenida en cuenta en el diccionario del policía Pedro Serrano García Delincuentes profesionales contra la propiedad (Vocabulario del caló) (1935). Se le nombra como cesante en el Senado en 1908.

## Obras
- La mitra, Madrid: Establecimiento tipográfico de Ricardo Fe, 1886.
- Timadores! Novela, Madrid: Hijos de J. A. García, 1893.
- Incoherencia, Madrid: Imprenta de Fortanet, 1890.
- El año anterior: la política, el parlamento, la prensa, la ciencia, el arte, la industria, el comercio, y la clase obrera en 1900, Madrid: Casa Editorial, Impr. y Litografía de F. G. Rojas, 1901.
- Novísimo Diccionario Fraseológico Francés-Español y Español-Francés formado de expresiones, modismos y locuciones familiares, vulgares y populares según los mejores diccionarios y autores más modernos, Madrid: Mariano Nuñez Samper Editor, 1901.
- Diccionario de argot francés, según los mejores autores antiguos y modernos y observaciones propias. Madrid: Mariano Nuñez Samper Editor, s. a.
- Diccionario de argot español ó Lenguaje jergal gitano, delincuente profesional y popular. Barcelona, sucesores de Manuel Soler, ¿1905?, 2.ª ed. 1931, muy reimpreso en ediciones facsímiles.
- Veinte lecciones de francés, Madrid: Juan Múñoz Sánchez [entre 1875 y 1888]